# 亚速-锡瓦什国家自然公园
亚速-锡瓦什国家自然公园（羅馬化：Azovo-Syvaskyi natsionalnyi pryrodnyi park）是乌克兰的国家公园，位于南部赫尔松州海尼切斯克区、亚速海西北部的比留奇伊，初创目的为保护亚速海西北部独特的海岸环境。该国家公园是重要的候鸟经停点，每年有超过100万只候鸟到访。该公园创建于1993年2月25日，占地面积52582.7公顷。  

## 地形
该公园内有两个独立的区域： 
- 亚速区：该区域包括亚速海上的比留奇伊岛，面积约为7700公顷。虽然名为“岛”，但实际上有狭窄的菲多托瓦海岬将该岛与陆地相连。该区域的地形多为沙质河口平原。
- 锡瓦什区：该区域包括泻湖形的锡瓦什湾水域及岛屿。

## 气候与生态区
该公园位于東歐大草原生态区。 
该国家公园的气候在柯本气候分类法中属于温带大陆性湿润气候–炎热夏季亚型，特点是季节性温差大且夏季炎热，即有四个月平均气温高于10℃且最热月气温高于20℃。 一月的平均气温为−3 °C（27 °F），七月则为24 °C（75 °F）。该国家公园平均降雨量为 260 毫米/年，是乌克兰最干旱的地区之一。

## 植被和动物群
锡瓦什地区的草原环境干燥，土壤贫瘠，含盐量高，部分区域长有成排的芦苇床。海湾中的岛屿距离彼此较远，是典型的南部草原生态。亚速区域则是是候鸟重要的栖息地 。湿地公约认为锡瓦什地区中部是具有国际重要性的湿地。 该地点也是国际鸟类保护协会列出的重要鸟类和生物多样性区域的一部分。 

### 植被
由于气候和土壤条件，该国家公园内部地貌以相对贫瘠的沙漠草原为主，耐盐植被和芦苇荡广布。根据一份2013年的统计指出，公园内共有植被52104亩，有维管植物744种，其中25种受国际植物保护公约保护，另有25种受乌克兰政府保护。

### 动物群

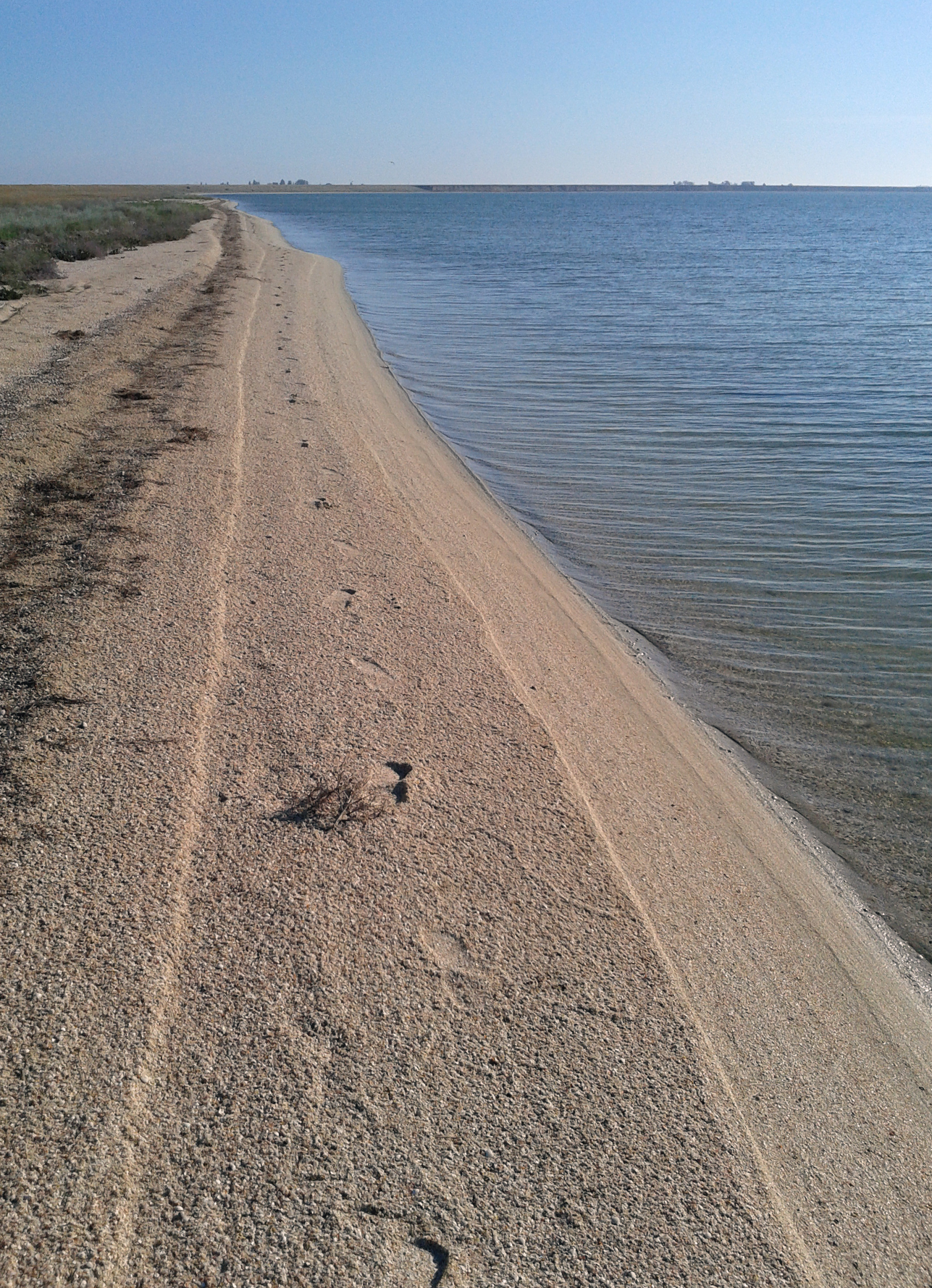
公园内的Sand-coquina 海滩

### 鸟类
亚速-锡瓦什国家自然公园的沿海滩涂是重要的候鸟栖息地，每年到访的候鸟超过100万只，其中包括众多燕子、麻鸭、鹭、疣鼻天鹅和浮鸥。在草原上则生活有灰鹤、小鸨、蓑羽鹤，还有黄爪隼、游隼、草原鹞、白尾鹞、乌雕和金雕等猛禽。在数量众多的鸟类中不乏众多保护物种，例如名列乌克兰红皮书的黑翅长脚鹬环颈鸻、渔鸥、蛎鹬、白尾海雕和黑翅长脚鹬，以及被IUCN评为易危的小白额雁、大鸨与数种猛禽。

### 两栖和爬行动物
亚速-锡瓦什国家自然公园中有数量众多的捷蜥蜴、水游蛇和棋斑水游蛇，最常见的两栖动物则是湖侧褶蛙和漠蟾。此外，近危动物东方蝰亦在园区内有分布。

### 鱼类
亚速-锡瓦什国家自然公园的水域中有26种经济鱼类，例如欧洲川鲽、黑海菱鲆、高加索侏鰕虎鱼、大理石鰕虎鱼和鮻，此外还有两种极危的鲟鱼闪光鲟和俄罗斯鲟。

## 经济利用
除去被列为“保护区”的38970亩土地外，剩余区域均有一定规模的游钓、捕鱼和狩猎活动。